# Metridiochoerus
Lợn nanh sừng khổng lồ (Danh pháp khoa học: Metridiochoerus) là một chi Lợn bản địa của châu Phi đã tuyệt chủng ở kỷ Pliocene và Pleistocen.

## Đặc điểm
Metridiochoerus là một con vật lớn với chiều dài lên đến 1,5 m (4,9 ft) trông chúng giống như một con heo rừng khổng lồ. Mặc dù thường được gọi là 'heo rừng khổng lồ', Metridiochoerus đã thực sự xung quanh kích thước tương tự như một heo rừng châu Phi lớn (phacochoerus africanus). Nó có hai cặp nanh lớn mà đã được chỉ đi ngang và cong lên. Dựa trên những phức tạp, mô hình răng hàm của con vật, Metridiochoerus được coi là đã được một động vật ăn tạp.
Một chi tiết tương tự với heo rừng hiện đại là Metridiochoerus cũng dường như đã là một động vật ăn tạp, một ý tưởng được đề xuất từ các cấu trúc phức tạp của răng đó sẽ có được thích hợp cho nhiều loại thức ăn khác nhau chứ không phải là một mục đích cụ thể. Điều này sẽ chỉ ra rằng Metridiochoerus hoàn thành một kiểu sinh thái tương tự như heo rừng châu Phi, chủ yếu cho ăn khi cỏ, hoa quả, vỏ cây và rễ, nhưng cũng kết hợp ăn thịt khi nó đi qua những vật thối rữa.

## Các loài
Chi này gồm 06 loài:
- †Metridiochoerus andrewsi
- †Metridiochoerus compactus
- †Metridiochoerus hopwoodi
- †Metridiochoerus jacksoni
- †Metridiochoerus meadowsi
- †Metridiochoerus modestus

## Tuyệt chủng
Bởi vì Metridiochoerus có vẻ là như vậy tương tự với heo rừng châu Phi có bí ẩn lớn hơn là tại sao Metridiochoerus đã bị tuyệt chủng trong khi heo rừng châu Phi vẫn sống. Nó thường được quan sát thấy rằng không có hai loài động vật có thể chiếm cùng một vị trí trong một hệ sinh thái và khi điều này xảy ra cả động vật sống trong quần thể giảm so với những loài khác mà đã thống trị ở mức thích hợp của chúng.
Nó có thể là sự cân bằng giữa hai bằng cách nào đó đã nghiêng về các con heo rừng châu Phi. Điều này có thể là do các kích thước thường nhỏ hơn của heo rừng châu Phi mà phạm vi ngày nay 0,9-1,5 mét dài có thể cho phép nó phát triển một số lượng lớn hơn mà sau đó bắt đầu để cạnh tranh đẩy Metridiochoerus ra. Nhìn chung, lợi thế nhỏ dễ thích nghi đã khiến heo sa mạc châu Phi có lợi thế trong cuộc cạnh tranh sinh tồn.